# Воскресенская, Александра Ильинична
Александра Ильинична Воскресенская (Есипова-Воскресенская) (1890—1966) — советский педагог и методист по русскому языку в начальной школе, автор букварей для сельских школьников. Член-корреспондент Академии педагогических наук РСФСР (1950), заслуженный учитель школы РСФСР.

## Биография
Родилась 2 июня (21 мая по старому стилю) 1890 года в с. Корчево, ныне Конаково Тверской области.
Окончила словесное отделение Московских женских педагогических курсов им. Д. И. Тихомирова в 1917 году.
Педагогическую деятельность начала в 1907 году в земской школе Тверской губернии. В 1916—1918 годах работала в женской гимназии Барнаула; в 1922—1951 годах — в средних школах и педагогическом училище Москвы.
Умерла 30 апреля 1966 года в Москве.

## Труды
А. И. Воскресенская занималась проблемами методики начального обучения русского языка и внеклассного чтения. Автор пособий для обучения 6-летних детей в семье.
Её «Букварь» 1944 года выпуска выдержал 20 изданий.